# Ko Zen Kuang
Ko Zen Kuang ( 1914 - 1977) fue un botánico chino, que trabajó extensamente en el "Instituto de Botánica", de la Academia China de las Ciencias.

## Algunas publicaciones

### Libros
- ko-zen Kuang. 1979. Angiospermae: Dicotyledoneae ; Myriaceae, Juglandaceae, Betulaceae. Volumen 21 de Flora Reipublicae Popularis Sinicae. Editor Kexue Chubanshe, 150 pp.

- ----------------. 1978. Flora Reipublicae popularis sinicae: delectis florae Reipublicae popularis sinicae. 'Angiospermae' : 'Dicotyledoneae' : 'Solanaceae. Volumen 67 y 61. Editor Science Press, 175 pp.

- La abreviatura «Kuang» se emplea para indicar a Ko Zen Kuang como autoridad en la descripción y clasificación científica de los vegetales.[1]